# Returned to the Scene of the Crime
Returned to the Scene of the Crime je prvi studijski album sastava The Rossington Band. 

## Popis pjesama
1. Turn It Up - 4:02
2. Honest Hearts - 4:03
3. Goodluck to You - 2:46
4. Wounded Again - 3:53
5. Waiting In the Shadows - 4:16
6. Dangerous Love - 3:21
7. Can You Forget About My Love - 4:17
8. Returned to the Scene of the Crime - 3:49
9. Are You Leaving Me - 3:49
10. Path Less Chosen - 5:27

## Vanjske poveznice
- Returned to the Scene of the Crime na AllMusicu